# Pär Arvidsson
Pär Arvidsson, född 27 februari 1960 i Risinge församling, Östergötlands län, är en svensk fjärilsimmare. 
Arvidsson vann 100 m fjärilsim vid Olympiska sommarspelen 1980 i Moskva, dåvarande Sovjetunionen. Han deltog även i OS 1976 där resultatet blev en 11:e-placering på 200 m fjärilsim och en 15:e-placering på 100 m fjärilsim.  
1977 tilldelades han Stora grabbars märke. Arvidsson tog SM-guld på 200 meter frisim (kortbana) 1977. Han tog SM-guld på 100 meter fjärilsim (långbana) fem gånger: 1976, 1978, 1980, 1981 och 1983. På 100 meter fjärilsim (kortbana) tog han också SM-guld fem gånger: 1977, 1979, 1981, 1982 och 1983. På 200 meter fjärilsim (långbana) tog Arvidsson SM-guld fem gånger: 1976, 1978, 1980, 1982 och 1983. På 200 meter fjärilsim (kortbana) tog han också SM-guld fem gånger: 1977, 1979, 1981, 1982 och 1983. Han tog även ett SM-guld på 200 meter medley (kortbana) 1979 och ett SM-guld på 400 meter medley (kortbana) 1977.
Arvidsson gick på Bergska gymnasiet i Finspång innan han flyttade till USA för fem års studier i nationalekonomi på University of California, Berkeley. Därefter läste Arvidsson två år företagsekonomi innan han tog en Master of Business Administration-examen från Harvard Business School.